# الجهاد (أسوان)
قرية الجهاد هي إحدى القرى التابعة لمركز إدفو في محافظة أسوان في جمهورية مصر العربية.